# У предаху
„У предаху” је југословенски кратки филм из 1978. године. Режирао га је Предраг Голубовић који је написао и сценарио.

## Улоге
| Глумац       | Улога |
| ------------ | ----- |
| Мирољуб Лешо |       |